# Jim Beaver
James Norman Beaver , Jr., detto Jim (Laramie, 12 agosto 1950), è un attore, drammaturgo, sceneggiatore e storico del cinema statunitense.
È principalmente conosciuto per il ruolo di Whitney Ellsworth nella serie televisiva western Deadwood, con cui ha ottenuto una nomination per gli Screen Actors Guild Awards. Tra il 2008 e il 2009 ha interpretato lo Sceriffo Charlie Mills nella serie Harper's Island e dal 2006 al 2020 ha interpretato il ruolo di Bobby Singer nella serie televisiva Supernatural.

## Biografia
Beaver nacque a Laramie, nel Wyoming, da Dorothy Adell (nata Crawford) e James Norman Beaver senior (1924–2004), un pastore cristiano. Suo padre aveva origini inglesi e francesi (il nome di famiglia era originariamente de Beauvoir), mentre sua madre origini scozzesi, tedesche e Cherokee. Nonostante entrambi i rami della sua famiglia avessero vissuto per lungo tempo in Texas, Beaver nacque a Laramie mentre suo padre si stava laureando all'Università del Wyoming. Per la maggior parte della sua infanzia, Beaver visse a Irvin, in Texas, mentre suo padre predicava nelle comunità dei paesi limitrofi. Dopo aver frequentato per tre anni l'Irving High School, si trasferì all'Accademia Cristiana di Fort Worth, dove terminò gli studi nel 1968. Nonostante fosse apparso in alcuni spettacoli teatrali scolastici, Beaver non mostrava particolar interesse per la recitazione, ma anzi concentrò gli studi verso la storia del cinema e espresse il desiderio di portare avanti una carriera da scrittore, pubblicando alcuni racconti brevi.

### Carriera militare
Meno di due mesi dopo la fine del liceo, Beaver seguì alcuni dei suoi più stretti amici nello Corpo dei Marines. Servì alla base militare di Twentynine Palms e al campo base di Pendleton, prima di essere trasferito nella Prima Divisione vicino a Đà Nẵng nel Vietnam del Sud nel 1970. Servì come operatore radio per il Primo Reggimento e successivamente anche come cuoco per la Divisione Comunicazioni. Tornò negli Stati Uniti nel 1971 e fu congedato con il grado di Caporale, ma rimase attivo fino al 1976.

### Formazione
Beaver tornò a Irving, in Texas, nel 1971 e lavorò per breve tempo per la Frito-Lay, una compagnia produttrice di snack food. Si iscrisse all'Università Cristiana dell'Oklahoma, dove si interessò di teatro. Il suo vero debutto teatrale avvenne con una piccola parte dello spettacolo The Miracle Worker. Successivamente si trasferì alla Central State University, dove interpretò diversi ruoli teatrali. Lavorò come taxista, proiezionista, custode di un tennis club, stuntman e speaker radiofonico alla stazione KCSC. Al college iniziò inoltre a scrivere alcuni testi teatrali e un suo primo libro, sull'attore John Garfield. Si laureò in Comunicazioni Orali nel 1975.

### Carriera teatrale e cinematografica

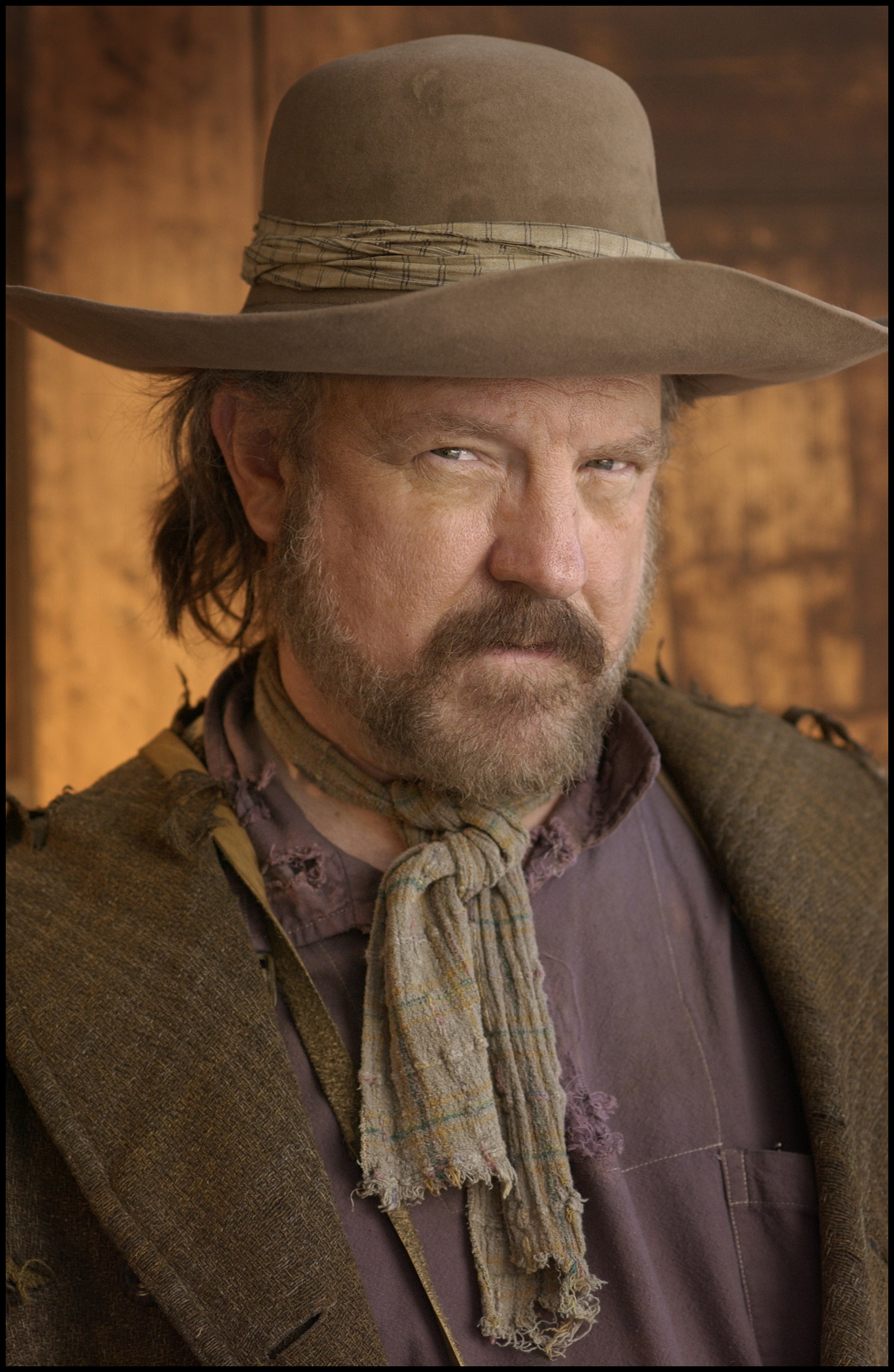
Beaver nei panni di Whitney Ellsworth in Deadwood.

Jim Beaver fece il suo debutto teatrale da professionista nel 1972, nello spettacolo Rain di W. Somerset Maugham al Centro Teatrale Oklahoma. Si unì allo Shakespeare Festival of Dallas nel 1976, mentre nel 1979 gli fu commissionato dall'Actors Theatre of Louisville il primo di tre spettacoli per la compagnia (Spades, Sidekick, e Semper Fi), e arrivò due volte al secondo posto nella gara nazionale Great American Play Contest (per Once Upon a Single Bound e Verdigris). Allo stesso tempo, Beaver continuò a scrivere per diversi anni come colonnista e critico cinematografico per la rivista Films in Review.
Trasferitosi a New York nel 1979, Beaver ha interpretato ruoli principali in spettacoli come The Hasty Heart, The Rainmaker, The Lark, Macbeth e The Last Meeting of the Knights of the White Magnolia. Scrisse inoltre il libro Movie Blockbusters per il critico Steven Scheuer.
Nel 1983, si trasferì a Los Angeles per continuare le sue ricerche per la sua biografia di George Reeves. Lavorò per un anno come archivista per il Variety Arts Center. Dopo la pubblicazione del suo testo teatrale Verdigris gli fu chiesto di unirsi alla prestigiosa compagnia teatrale Theatre West a Hollywood. Verdigris venne prodotto e ricevette buone critiche nel 1985, e Beaver firmò un contratto con l'agenzia Triad Artists. Iniziò subito a scrivere episodi per numerose serie televisive come Alfred Hitchcock presenta (per il quale ricevette nel 1987 una nomination al CableACE Award), Tour of Duty e Vietnam War Story. Interpretò inoltre piccoli ruoli televisivi e cinematografici.
Nel 1988 dovette abbandonare la carriera di scrittore, ma questo gli permise di ottenere un importante ruolo nel film In Country di Norman Jewison, dove interpretava il miglior amico del protagonista interpretato invece dall'attore Bruce Willis. Il film trattava il delicato tema della guerra del Vietnam, e Beaver era, tra gli attori, l'unico veterano ad esserlo anche nella realtà.
Negli anni novanta apparve nei film Sliver, Bad Girls, Il ladro di orchidee, Magnolia e The Life of David Gale. Apparì inoltre nelle serie televisive Thunder Alley e Ragionevoli dubbi, e nella sitcom Una famiglia del terzo tipo.
Nel 2002, Beaver venne ingaggiato come uno dei personaggi principali nella serie televisiva western Deadwood nel ruolo di Whitney Ellsworth, un cercatore d'oro spesso descritto come "Gabby Hayes con la Sindrome di Tourette".
Nel 2006 si unì al cast di John from Cincinnati, mentre allo stesso tempo interpretava il ruolo ricorrente di Bobby Singer nella serie Supernatural e quello di Carter Reese nella serie Big Love. Venne poi ingaggiato per il ruolo dello Sceriffo Charlie Mills nella serie Harper's Island, che andò in onda tra il 2008 e il 2009.
Beaver studiò recitazione con Clyde Ventura e il premio Oscar Maximilian Schell. 
Nel 2007 venne pubblicato il suo libro autobiografico Life's That Way, che fu scelto per il programma Discover Great New Writers della catena Barnes & Noble.

## Vita privata
Nel 1973 Jim Beaver sposò Deborah S. Young, ma i due si separarono quattro mesi dopo, per poi divorziare nel 1976.
Nel 1989 sposò l'attrice Cecily Adams e insieme ebbero la figlia Madeline, che nacque nel 2001. Nel 2003, alla moglie venne diagnosticato un cancro ai polmoni e la donna morì un anno più tardi.
Dal 2019 è sposato con la cantante Sarah Spiegel.

## Filmografia

### Cinema
- Un gioco da duro (Semi-Tough), regia di Michael Ritchie (1977)
- The Seniors, regia di Rod Amateau (1978)
- Warnings, regia di Michael McWillie (1979)
- I falchi della notte (Nighthawks), regia di Bruce Malmuth (1981)
- Silkwood, regia di Mike Nichols (1983)
- File 8022, regia di William Anderson – cortometraggio (1985)
- Sweet Revenge, regia di Mark Sobel (1987)
- Hollywood Shuffle, regia di Robert Townsend (1987)
- Two Idiots in Hollywood, regia di Stephen Tobolowsky (1988)
- Defense Play, regia di Monte Markham (1988)
- Mergers & Acquisition, regia di Remi Aubuchon – cortometraggio (1989)
- Turner e il casinaro (Turner & Hooch), regia di Roger Spottiswoode (1989)
- The Cherry, regia di John "Doc" Moody (1989)
- Vietnam - Verità da dimenticare (In Country), regia di Norman Jewison (1989)
- Little Secrets, regia di Mark Sobel (1991)
- Sister Act - Una svitata in abito da suora (Sister Act), regia di Emile Ardolino (1992)
- Sliver, regia di Phillip Noyce (1993)
- Gunsmoke: The Long Ride, regia di Jerry Jameson – film TV (1993)
- Geronimo (Geronimo: An American Legend), regia di Walter Hill (1993)
- Twogether, regia di Andrew Chiaramonte (1994)
- Blue Chips - Basta vincere (Blue Chips), regia di William Friedkin (1994)
- Bad Girls, regia di Jonathan Kaplan (1994)
- Wounded, regia di Richard Martin (1997)
- At Sachem Farm, regia di John Huddles (1998)
- Impala, regia di David Marion – cortometraggio (1999)
- Ah! Silenciosa, regia di Marcos Cline-Márquez (1999)
- Magnolia, regia di Paul Thomas Anderson (1999)
- Fraud), regia di Carla Wilson (2000)
- Qui dove batte il cuore (Where the Heart Is), regia di Matt Williams (2000)
- Radio Killer (Joy Ride), regia di John Dahl (2001)
- Wheelmen, regia di Dirk Hagen (2002)
- Il ladro di orchidee (Adaptation), regia di Spike Jonze (2002)
- The Life of David Gale, regia di Alan Parker (2003)
- Wave Babes, regia di Lisa Knox-Nervig (2003)
- The Commission, regia di Mark Sobel (2003)
- Next, regia di Lee Tamahori (2007)
- Cooties, regia di Michael A. Allowitz (2007)
- Reflections, regia di Barry L. Caldwell (2008)
- The Silence of Bees, regia di Andrew Traister – cortometraggio (2008)
- In the A.M. of Dec. 26th at Mickey's (on the Corner of Cunningham & Kongosak in Barrow), regia di Paula Malcomson – cortometraggio (2008)
- Dark and Stormy Night, regia di Larry Blamire (2009)
- The Legend of Hell's Gate, regia di Tanner Beard (2011)
- Crimson Peak, regia di Guillermo del Toro (2015)
- La fiera delle illusioni - Nightmare Alley (Nightmare Alley), regia di Guillermo del Toro (2021)

### Televisione
- Desperado, regia di James Edgin – film TV (1978)
- Dallas – serie TV, episodi 2x05-2x17 (1978-1979)
- Dallas Cowboys Cheerleaders, regia di Bruce Bilson – film TV (1979)
- Sulle orme del dragone (Girls of the White Orchid), regia di Jonathan Kaplan – film TV (1983)
- Febbre d'amore (The Young and the Restless) – serial TV, 8 puntate (1985-2000)
- Due come noi (Jake and the Fatman) – serie TV, episodio 1x02 (1987)
- Perry Mason - La donna del lago (Perry Mason: The Case of the Lady in the Lake), regia di Ron Satlof – film TV (1988)
- Matlock – serie TV, episodio 2x15 (1988)
- Paradise – serie TV, episodio 1x02 (1988)
- CBS Summer Playhouse – serie TV, episodio 3x05 (1989)
- I ragazzi della prateria (The Young Riders) – serie TV, episodio 1x01 (1989)
- Mothers, Daughters and Lovers, regia di Matthew Robbins – film TV (1989)
- Follow Your Heart, regia di Noel Nosseck – film TV (1990)
- El Diablo, regia di Peter Markle – film TV (1990)
- The Court-Martial of Jackie Robinson, regia di Larry Peerce – film TV (1990)
- Le inchieste di Padre Dowling (Father Dowling Mysteries) – serie TV, episodio 3x07 (1990)
- Voci nella notte (Midnight Caller) – serie TV, episodio 3x08 (1990)
- Nasty Boys – serie TV, episodio 1x12 (1990)
- Santa Barbara – serial TV, 5 puntate (1991-1993)
- Ragionevoli dubbi (Reasonable Doubts) – serie TV, 13 episodi (1991-1993)
- Gunsmoke: To the Last Man, regia di Jerry Jameson – film TV (1992)
- Lois & Clark - Le nuove avventure di Superman (Lois & Clark: The New Adventures of Superman) – serie TV, episodio 1x04 (1993)
- Thunder Alley – serie TV, 27 episodi (1994-1995)
- Children of the Dark, regia di Michael Switzer – film TV (1994)
- Quell'uragano di papà (Home Improvement) – serie TV, episodio 5x10 (1995)
- High Incident – serie TV, episodio 1x04 (1996)
- A scuola di horror (Bone Chillers) – serie TV, episodio 1x11 (1996)
- Murder One – serie TV, episodio 2x04 (1996)
- Il tempo della nostra vita (Days of Our Lives) – serial TV, 19 puntate (1996-2004)
- NYPD - New York Police Department (NYPD Blue) – serie TV, episodio 4x15 (1997)
- Divided by Hate, regia di Tom Skerritt – film TV (1997)
- Moloney – serie TV, episodio 1x19 (1997)
- Spy Game – serie TV, episodio 1x09 (1997)
- Total Security – serie TV, episodio 1x08 (1997)
- Mr. Murder, regia di Dick Lowry – film TV (1998)
- Melrose Place – serie TV, episodio 6x15 (1998)
- Pensacola - Squadra speciale Top Gun (Pensacola: Wings of Gold) – serie TV, episodio 1x15 (1998)
- Una famiglia del terzo tipo (3rd Rock from the Sun) – serie TV, 7 episodi (1998-1999)
- X-Files (The X-Files) – serie TV, episodio 6x21 (1999)
- The Trouble with Normal – serie TV, 8 episodi (2000)
- That '70s Show – serie TV, episodio 3x11 (2001)
- Il guardiano di Red Rock (Warden of Red Rock), regia di Stephen Gyllenhaal – film TV (2001)
- The Division – serie TV, episodio 1x20 (2001)
- Star Trek: Enterprise – serie TV, episodio 1x01 (2001)
- West Wing - Tutti gli uomini del Presidente (West Wing) – serie TV, episodio 3x01 (2001)
- Philly – serie TV, episodio 1x09 (2001)
- Andy Richter Controls the Universe – serie TV, episodio 2x12 (2003)
- Six Feet Under – serie TV, episodio 3x12 (2003)
- Tremors – serie TV, episodio 1x12 (2003)
- The Lyon's Den – serie TV, episodio 1x02 (2003)
- Detective Monk (Monk) – serie TV, episodio 2x15 (2004)
- Crossing Jordan – serie TV, episodio 3x10 (2004)
- Deadwood – serie TV, 28 episodi (2004-2006)
- CSI - Scena del crimine (CSI: Crime Scene Investigation) – serie TV, episodi 7x04-7x07 (2006)
- The Unit – serie TV, episodio 2x04 (2006)
- Supernatural – serie TV, 58 episodi (2006-2020)
- Day Break – serie TV, 5 episodi (2007)
- John from Cincinnati – serie TV, 8 episodi (2007)
- Big Love – serie TV, episodi 2x04-2x05-2x07 (2007)
- Criminal Minds – serie TV, episodio 3x07 (2007)
- Harper's Island – serie TV, 11 episodi (2009)
- Psych – serie TV, episodio 4x03 (2009)
- Law & Order: LA – serie TV, episodio 1x01 (2010)
- The Mentalist – serie TV, episodio 3x05 (2010)
- Lie to Me – serie TV, episodio 3x07 (2010)
- Love Bites – serie TV, episodio 1x04 (2011)
- Breaking Bad – serie TV, episodi 4x02-5x01 (2011-2012)
- Justified – serie TV, 14 episodi (2011-2013)
- Dexter – serie TV, episodio 7x10 (2012)
- The Middle – serie TV, episodio 4x20 (2013)
- Mike & Molly – serie TV, episodi 3x22-3x23 (2013)
- Longmire – serie TV, episodio 2x11 (2013)
- Revolution – serie TV, episodi 2x05-2x06 (2013)
- Major Crimes – serie TV, episodio 2x19 (2014)
- NCIS - Unità anticrimine (NCIS) – serie TV, episodio 12x05 (2014)
- The New Adventures of Peter and Wendy – serie web, 7 episodi (2015-2017)
- Better Call Saul – serie TV, episodi 2x04-2x10 (2016)
- Bones – serie TV, episodio 11x13 (2016)
- NCIS: New Orleans – serie TV, episodio 3x12 (2017)
- Timeless – serie TV, episodi 1x14-1x15-1x16 (2017)
- Criminal Minds: Beyond Borders – serie TV, episodio 2x09 (2017)
- The Ranch – serie TV, episodi 2x01-2x04-3x02 (2017)
- Watchmen – serie TV (2019)
- Young Sheldon - serie TV, episodio 3x13 (2020)
- The Boys - serie TV, 6 episodi (2019-2022)
- Outer Range – serie TV, episodio 2x04 (2024)

## Doppiatori italiani
Nelle versioni in italiano delle opere in cui ha recitato, Jim Beaver è stato |doppiato da:
- Saverio Moriones in Vietnam - Verità da dimenticare, Supernatural (st. 1-14), Harper's Island, Criminal Minds
- Ambrogio Colombo in Next, Law & Order: LA
- Giorgio Locuratolo in Dexter,  Young Sheldon
- Stefano Mondini in NCIS - Unità anticrimine, The Ranch
- Simone Mori in The Boys (st. 2-4), La fiera delle illusioni - Nightmare Alley
- Eugenio Marinelli in Sister Act - Una svitata in abito da suora
- Rodolfo Bianchi in Bad Girls
- Luciano Roffi in X-Files
- Dario De Grassi in Star Trek: Enterprise
- Sandro Sardone in Deadwood (st. 1-2)
- Pasquale Anselmo in Deadwood (st. 3)
- Romano Malaspina in Detective Monk
- Mauro Bosco in CSI - Scena del crimine
- Francesco Meoni in Big Love
- Alessandro Ballico in Psych
- Paolo Marchese in The Mentalist
- Pieraldo Ferrante in Major Crimes
- Guido Sagliocca in Breaking Bad
- Gianluca Machelli in Justified
- Ennio Coltorti in Crimson Peak
- Nino Prester in Better Call Saul
- Nicola Braile in The Boys (ep. 1x08)
- Antonio Palumbo in NCIS: New Orleans
- Pierluigi Astore in Supernatural (ep. 15x09, 15x18, 15x20)
- Dario Agrillo in Outer Range